# Every Teardrop Is a Waterfall
| Recensione    | Giudizio |
| ------------- | -------- |
| Rolling Stone |          |

Every Teardrop Is a Waterfall è un singolo del gruppo musicale britannico Coldplay, pubblicato il 3 giugno 2011 come primo estratto dal quinto album in studio Mylo Xyloto.

## Descrizione
Every Teardrop Is a Waterfall presenta per la prima volta nella carriera del gruppo alcuni elementi dance, che hanno spiazzato non poco i fan, soprattutto quelli di vecchia data abituati alle sonorità melodiche dei primi album. Un altro elemento particolare è la presenza di sonorità simili alle danze tradizionali scozzesi.
Il brano inoltre incorpora alcuni elementi tratti da Ritmo de la noche, scritto da Alex Christensen, Harry Castioni, Bela Lagonda e Jeff Wycombe, il quale incorpora elementi tratti dal brano I Go to Rio, composto da Peter Allen e Adrienne Anderson e originariamente inserita nell'album Taught by Experts dello stesso Allen, pubblicato nel 1976. Per questa motivazione, sia Allen che Anderson vengono accreditati tra gli autori del brano insieme ai quattro componenti del gruppo.

## Pubblicazione
La data di pubblicazione del singolo è stata annunciata il 31 maggio 2011. Il brano è stato reso disponibile per il download digitale in tutto il mondo a partire dalle ore 11 UTC del 3 giugno 2011, ad eccezione del Regno Unito, dove il singolo è stato pubblicato due giorni più tardi. Sempre a partire dal 3 giugno il singolo è entrato anche in rotazione radiofonica.
Il 24 giugno è stata pubblicata digitalmente sull'iTunes Store una seconda versione del singolo comprendente anche le b-side Major Minus e Moving to Mars, quest'ultimo brano non presente nelle versioni pubblicate su CD e su 45 giri uscite il 27 giugno.

## Video musicale
Il videoclip, diretto da Mat Whitecross e girato tra il 14 e 15 giugno 2011, è stato pubblicato il 29 giugno dello stesso anno. Realizzato con la tecnica dello stop-motion, il video è ambientato in un capanno abbandonato di Londra e vede i componenti dei Coldplay impegnati ad eseguire il brano, mentre vengono avvolti da un turbinio di colori e di effetti luminosi.

## Tracce
Download digitale – 1ª versione
1. Every Teardrop Is a Waterfall – 4:03

Download digitale – 2ª versione
1. Every Teardrop Is a Waterfall – 4:03
2. Major Minus – 3:30
3. Moving to Mars – 4:18

CD singolo, 7"
1. Every Teardrop Is a Waterfall – 4:06
2. Major Minus – 3:32

## Formazione
Gruppo
- Chris Martin – voce
- Jonny Buckland – chitarra elettrica, cori
- Guy Berryman – basso, tastiera, cori
- Will Champion – batteria, chitarra acustica, cori

Altri musicisti
- Brian Eno – effetti sonori, composizione aggiuntiva
- Jon Hopkins – effetti sonori

## Classifiche
| Classifica (2011) | Posizione massima |
| ----------------- | ----------------- |
| Australia         | 14                |
| Austria           | 21                |
| Belgio (Fiandre)  | 4                 |
| Belgio (Vallonia) | 3                 |
| Canada            | 9                 |
| Danimarca         | 8                 |
| Finlandia         | 16                |
| Francia           | 20                |
| Germania          | 24                |
| Giappone          | 6                 |
| Irlanda           | 10                |
| Islanda           | 1                 |
| Italia            | 3                 |
| Lussemburgo       | 5                 |
| Norvegia          | 8                 |
| Nuova Zelanda     | 13                |
| Paesi Bassi       | 1                 |
| Regno Unito       | 6                 |
| Repubblica Ceca   | 69                |
| Slovacchia        | 20                |
| Spagna            | 4                 |
| Stati Uniti       | 14                |
| Svezia            | 47                |
| Svizzera          | 6                 |

## Date di pubblicazione
| Paese       | Data di pubblicazione | Formato           |
| ----------- | --------------------- | ----------------- |
| Mondo       | 3 giugno 2011         | Download digitale |
| Regno Unito | 5 giugno 2011         | Download digitale |
| Mondo       | 24 giugno 2011        | EP digitale       |
| Mondo       | 27 giugno 2011        | CD, 7"            |
| Francia     | 4 luglio 2011         | CD                |